# Latin America Tour (turnê de Christina Aguilera)
Latin America Tour é a segunda turnê solo da cantora e atriz estadounidense Christina Aguilera, feita para promover os seus álbum Christina Aguilera e "Mi Reflejo". A turnê percorreu parte da América Latina e o Japão.

## Antecedentes
Após a realização da turnê norte-americana, e o lançamento do álbum "Mi Reflejo", a cantora anunciou alguns shows na América Latina e no Japão, sendo os primeiros da mesma nestes locais. Havia rumores de que a turnê passaria pelo Brasil, o que não se concretizou.

## Bandas de abertura
- Son Miserables (Cidade do Panamá)[1]

## Repertório
1. "Genio Atrapado" / "Genie in a Bottle"
2. "Somebody’s Somebody"
3. "So Emotional"
4. "Falsas Esperanzas"
5. "When You Put Your Hands On Me"
6. "Por Siempre Tú" / "I Turn to You"
7. "Contigo En La Distancia"
8. "Cuando No Es Contigo"
9. "Pero Me Acuerdo De Ti"
10. "Ven Conmigo"
11. "What a Girl Wants"

1. "Genie in a Bottle"
2. "Somebody's Somebody"
3. "So Emotional"
4. "Falsas Esperanzas"
5. "When You Put Your Hands On Me"
6. "I Turn to You"
7. "Contigo en La Distancia"
8. "Love For All Seasons"
9. "Pero Me Acuerdo De Ti"
10. "Come on Over Baby"
11. "What a Girl Wants"

## Datas da turnê
| Data                     | Cidade           | País       | Local                    |
| ------------------------ | ---------------- | ---------- | ------------------------ |
| América Latina           |                  |            |                          |
| 14 de janeiro de 2001    | San Juan         | Porto Rico | Coliseu Roberto Clemente |
| 16 de janeiro de 2001    | Cidade do México | México     | Auditório Nacional       |
| 17 de janeiro de 2001    | Cidade do México | México     | Auditório Nacional       |
| 20 de janeiro de 2001[A] | Caracas          | Venezuela  | Estádio Olímpico         |
| 22 de janeiro de 2001    | Cidade do Panamá | Panamá     | Estádio Nacional         |
| Ásia                     |                  |            |                          |
| 30 de janeiro de 2001    | Osaka            | Japão      | Kosei-Nenkin Hall        |
| 31 de janeiro de 2001    | Tóquio           | Japão      | NHK Hall                 |
| 1 de fevereiro de 2001   | Tóquio           | Japão      | Shibuya Public Hall      |

A Este concerto fez parte do "Caracas Pop Festival"

## Gravações
- O show de Caracas, durante o "Pop Festival", foi gravado e transmitido por emissoras locais.
- O primeiro show em Tóquio foi transmitido pela "MTV Japão" no dia 09 de fevereiro de 2001.

## Equipe
- Baixo: Michael Anderson
- Bateria: Brian Frasier-Moore
- Teclado: Ezequiel "Cheche" Alara e Alex Alessandronl
- DJ: Adam 12
- Guitarra: Rafael Moreira
- Controlador: Kay Chann
- Diretor musical: Alex Alessandronl
- Backing vocais: Diane Gordon e Yvinn Patrick
- Dançarinos: Nancy Anderson, Tiffani Manabat, Buddy Mynatt, Angel Ramos, Jorge Santos e Rob Vinson